# Riots, Drills and the Devil (Prison Break)
Riots, Drills and the Devil este al  episod al serialului de televiziune Prison Break, al  al sezonului 1.